# أنطون روبرت
أنطون روبرت (بالإنجليزية: Anton Edward Rupert)‏ هو رائد أعمال جنوب أفريقي، ولد في 4 أكتوبر 1916 في جراف رينيت في جنوب أفريقيا، وتوفي في 18 يناير 2006 في ستيلينبوش في جنوب أفريقيا.

## وصلات خارجية
- أنطون روبرت على موقع مونزينجر (الألمانية)